# 새천년로

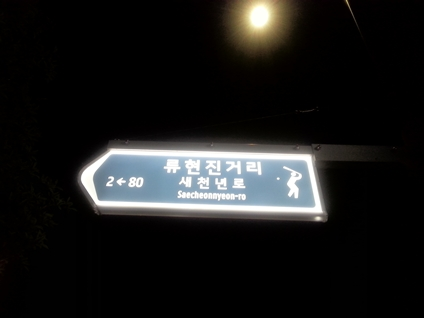
밤에 찍은 류현진거리 표지판.

새천년로(새千年路)는 인천광역시에 있는 도로이다. 길의 이름은 '새천년에 모든것을 이룩하라'는 상징을 담아서 지어졌다. 미추홀구 숭의동의 석정로와 연결되는 삼거리에서, 동구 송림동의 송림로와 연결되는 삼거리까지의 약 1km 구간이다.완만한 에스(S)자 형태로 굽이진 왕복 4차선 도로로, 인도 중 0.6Km가 보도겸용 자전거도로로 조성되어 있고. 일부 구간이 '류현진 거리'로 조성중이다.

## 경유지
주요 경유지는 다음과 같으며, 박문로터리를 제외한 교차로에는 별도 이름이 없다.
| 송림로 연결 삼거리 | ─ | 금곡로 연결 삼거리 | ─ | 재능로 연결 삼거리 | ─ | 박문로터리 | ─ | 석정로 연결 삼거리 |

| 비고 | 접속노선           | 노선 및 교차로     | 접속노선          | 비고 |  | 소재지         |
| ---- | ------------------ | ------------------ | ----------------- | ---- |  | -------------- |
|      |                    |                    |                   |      |  |                |
|      | ◀ 송림로 (서쪽)    | 송림로 연결 삼거리 | 송림로 ▶ (동쪽)   |      |  | 동구 약 0.9 km |
|      |                    | l l l l l          |                   |      |  | 동구 약 0.9 km |
|      | ◀ 금곡로           | 금곡로 연결 삼거리 |                   |      |  | 동구 약 0.9 km |
|      |                    | l l l l l          |                   |      |  | 동구 약 0.9 km |
|      |                    | 재능로 연결 삼거리 | 재능로 ▶          |      |  | 동구 약 0.9 km |
|      |                    | l l l l l          |                   |      |  | 동구 약 0.9 km |
|      |                    |                    |                   |      |  | 동구 약 0.9 km |
|      | ◀ 동산로 (서북쪽)  | 박 문 로터리       | 동산로 ▶ (동남쪽) |      |  | 동구 약 0.9 km |
|      |                    | l l l l l          |                   |      |  | 동구 약 0.9 km |
|      | 미추홀구 약 0.1 km |                    |                   |      |  |                |
|      | ◀ 석정로 (서남쪽)  | 석정로 연결 삼거리 | 석정로 ▶ (동쪽)   |      |  |                |

## 인근
- 송림 3·5동 사무소
- 동산고등학교
- 인천재능대학교

## 같이 보기
- 송림로
- 류현진
- 동산로

## 참고 문헌
- “동구, 류현진거리 조성 협약식 개최” (보도 자료). 2015년 5월 4일. 2016년 6월 14일에 확인함.